# Катлер Риџ (Флорида)
Катлер Риџ (енгл. Cutler Ridge) град је у америчкој савезној држави Флорида.

## Демографија
По попису из 2000. године број становника је 24.781.
| Група             | 2000.          | 2010.    |
| Белци             | 11.008 (44,4%) | 0 (0,0%) |
| Афроамериканци    | 3.885 (15,7%)  | 0 (0,0%) |
| Азијати           | 428 (1,7%)     | 0 (0,0%) |
| Хиспаноамериканци | 9.107 (36,7%)  | 0 (0,0%) |
| Укупно            | 24.781         | 0        |